# Soai-Reaktion
Die Soai-Reaktion ist eine Alkylierungs-Reaktion von Pyrimidin-5-carbaldehyd mit Diisopropylzink. Das dabei entstehende Produkt – ein Pyrimidylalkohol – wirkt dabei als ein Autokatalysator: Bei Verwendung geringer Mengen des gleichen Katalysators mit niedrigem Enantiomerenüberschuss (ee) entsteht ein Produkt mit hohem ee-Wert. Beginnend mit einem Pyrimidylalkohol, mit extrem niedrigem ee von ca. 0,00005 %, erhält man in drei Autokatalysecyclen ein Produkt mit > 99,5 % ee, eine Steigerung um den Faktor von ca. 630.000. 
Der japanische Chemiker Kensō Soai (* 1950) entdeckte diese Reaktion 1995.

## Weitere Literatur
- D. G. Blackmond: Asymmetric Catalysis Special Feature Part II: Asymmetric autocatalysis and its implications for the origin of homochirality. In: Proceedings of the National Academy of Sciences. 101. Jahrgang, 2004, S. 5732, doi:10.1073/pnas.0308363101, bibcode:2004PNAS..101.5732B.
- Prof. Kenso Soai
- J. R. Islas: Mirror-symmetry breaking in the Soai reaction: A kinetic understanding. In: Proceedings of the National Academy of Sciences. 102. Jahrgang, 2005, S. 13743, doi:10.1073/pnas.0503171102, bibcode:2005PNAS..10213743I.
- KáRoly Micskei, Gyula Rábai, Emese Gál, Luciano Caglioti, Gyula Pályi: Oscillatory Symmetry Breaking in the Soai Reaction. In: The Journal of Physical Chemistry B. 112. Jahrgang, Nr. 30, 2008, S. 9196, doi:10.1021/jp803334b, PMID 18593153.
- THE CONCEPT OF RACEMATES AND THE SOAI-REACTION. Abgerufen am 27. Dezember 2013.
- Joachim Podlech, Timo Gehring: New Aspects of Soai's Asymmetric Autocatalysis. In: Angewandte Chemie International Edition. 44. Jahrgang, 2005, S. 5776, doi:10.1002/anie.200501742.
- Joachim Podlech, Timo Gehring: Fortschritte bei der asymmetrischen Autokatalyse nach Soai. In: Angewandte Chemie. 117. Jahrgang, 2005, S. 5922, doi:10.1002/ange.200501742.